# آکواملت
آکواملت یک ماده پلیمری طبیعی هیدراته است که قادر است در دماهای محیطی از طریق یک ورودی تنش کنترل شده (مکانیکی یا شیمیایی) جامد شود.
آنها منحصر به فرد هستند و می توانند کار اعمال شده روی آنها را از طریق تغییر در پیوند هیدروژنی ذخیره کنند، که آنها را قادر می سازد با انرژی تقریباً 1000 برابر کمتر از پلیمرهای استاندارد پردازش شوند. این اخیراً برای یک زیست بسپار قدیمی مانند ابریشم ،  نشان داده شده است، با این حال تصور می شود مکانیسم انجماد در بسیاری از مواد بیولوژیکی دیگر ذاتی است.

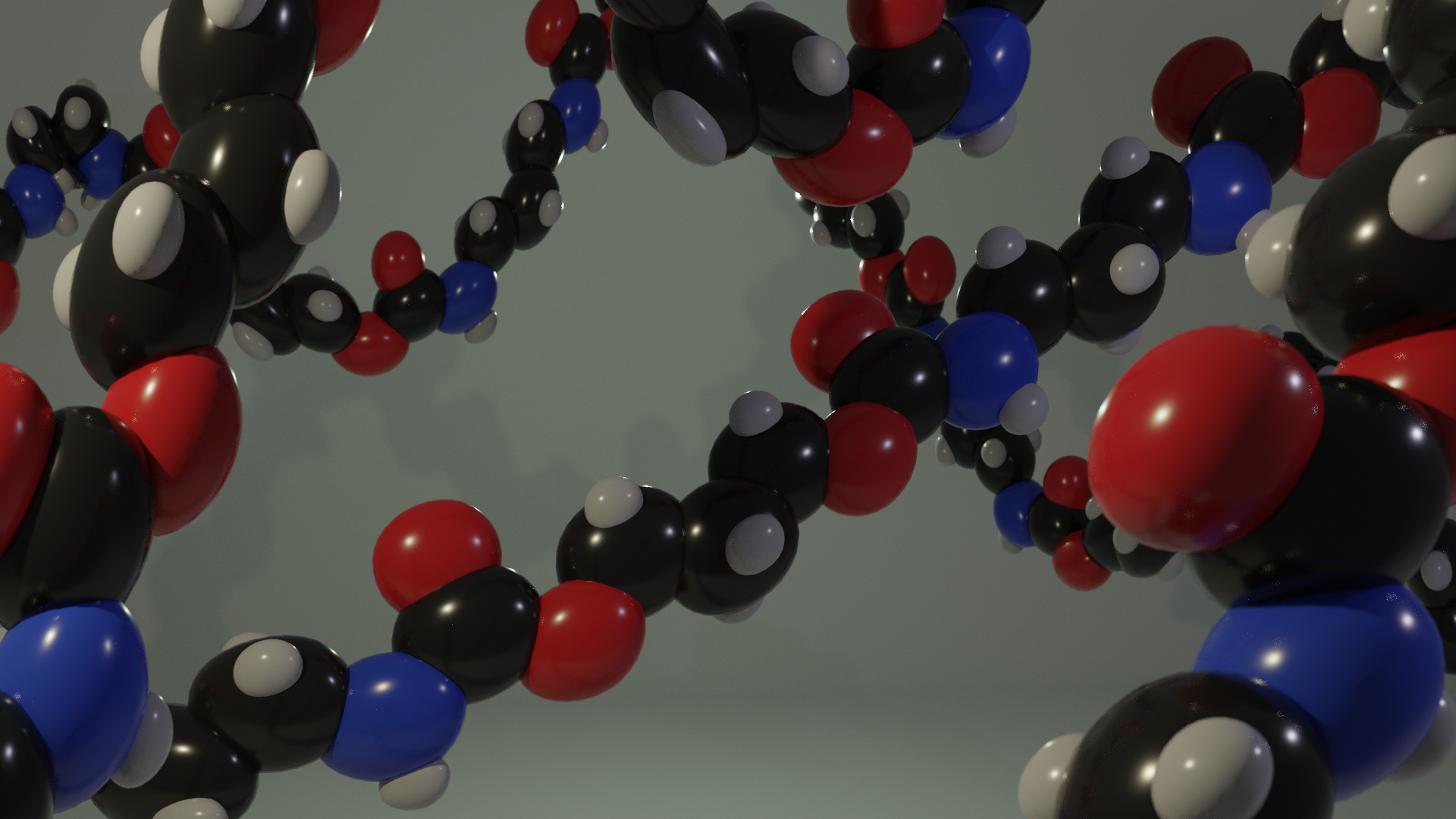
پلیمر

## کشف

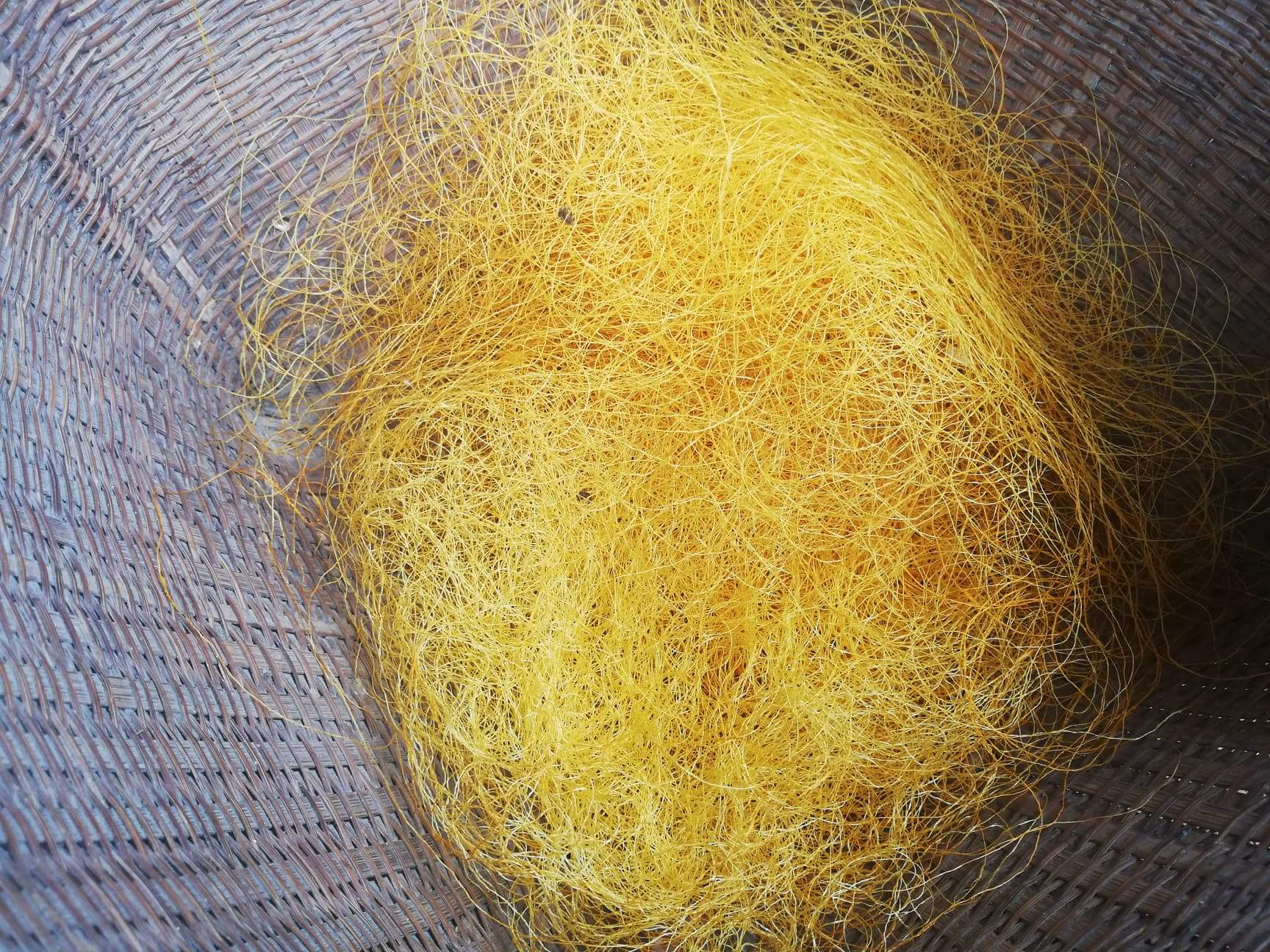
یک نمونه بافت ابریشمی

کشف روش کم انرژی برای تشکیل الیاف باعث شده است تا محققان ابریشم را به عنوان دسته جدیدی از پلیمرها ببینند که آنها را "آکواملتس" می نامند.
بر اساس این مقاله، پلیمر مصنوعی و ابریشم هر دو تحت فرایند ریسندگی مشابهی قرار می‌گیرند، پروتئین‌های ابریشم به دلیل برهم‌کنش این ماکرومولکول‌ها (پروتئین‌های ابریشم) با مولکول‌های مرتبط آب در طول ریسندگی طبیعی، چین، دناتوره و تجمع می‌یابند. این فرایند "یک حالت نانوکامپوزیت از ماده بیولوژیکی" را تولید می کند که نویسندگان آن را "آکواملت" می نامند.
دکتر کریس هالند از گروه ابریشم آکسفورد، بخشی از گروه جانورشناسی دانشگاه آکسفورد، می‌گوید: «وقتی آب‌ماهی‌ها به سرعت کشیده می‌شوند، آب خود را از دست می‌دهند، که به آن‌ها کمک می‌کند تا تشکیل الیاف را مانند یک جغجغه «قفل کنند». این اتفاق در مورد پلاستیک های روزمره شما که برای حفظ الیاف نیاز به خنک شدن دارند و باعث ناکارآمدی و سخت تر شدن پردازش آنها می شود، نمی افتد.»

## مکانیزم
آکواملت ها به عنوان یک کلاس جدید از مواد پلیمری در نتیجه مقایسه بین مواد اولیه در حال چرخش کرم ابریشم چینی ( کرم ابریشم ) و پلی اتیلن با چگالی بالای ذوب (HDPE)  با استفاده از تصویربرداری نور پلاریزه شده برشی (SIPLI) تعریف شد.
درک فعلی از فیبریلاسیون ناشی از برش مستلزم آن است که زنجیره های پلیمری تحت سری مراحل زیر قرار گیرند: 1) مولکول های زنجیره بلند کشیده می شوند، 2) و هسته های نقطه ای پایدار را تشکیل می دهند، که 3) در زیر جریان در ردیف ها قرار می گیرند و سپس 4) رشد می کنند تا یک فیبریل های کریستالی تشکیل دهند. برای اینکه این فیبرها باقی بمانند، دمای نمونه باید به زیر نقطه ذوب پلیمرها کاهش یابد. این فرآیند مشابه فیبرولوژنز پلیمرهای ابریشم طبیعی است که در آن پروتئین‌ها همسو می‌شوند (تا می‌شوند)، هسته می‌شوند(واسرشتن)، و متبلور می‌شوند (جمع می‌شوند). با این حال، برای ابریشم، فیبریل ها بدون نیاز به کاهش دما باقی می مانند.
از منظر ماکرومولکولی، تصور می‌شود که این دو فرآیند به دلیل برهمکنش منحصر به فرد یک پروتئین بومی با آب به آن مشابه هستند. مانند یک زنجیره پلیمری منفرد در یک مذاب، یک پروتئین بومی و مولکول‌های آب نزدیک به آن ممکن است نه به عنوان یک محلول، بلکه به عنوان یک موجودیت واحد واحد پردازش پذیر در نظر گرفته شود به نام «آکواملت».
تفاوت بین یک پلیمر معمولی و یک آکواملت در توانایی آکواملت برای جامد شدن در پاسخ به تنش در دمای محیط نشان داده می‌شود. این زمانی اتفاق می افتد که تنش اعمال شده برای جدا کردن آب نزدیک به پروتئین از پروتئین کافی باشد و نانوکامپوزیت را تجزیه کند. این منجر به تغییرات ساختاری پروتئین و افزایش احتمال تشکیل پیوند هیدروژنی بین زنجیره های پروتئینی و انجماد بعدی می شود. ساختارهای چند مقیاسی، به عنوان مثال، فوم ها نتیجه ترکیبی از میدان های تنش جهت دار و ویژگی های خودآرایی آکواملت هستند.

## کاربرد های مهم
آکواملت ها مزایای متعددی را نسبت به راه حل های فعلی برای تولید پلیمر های مصنوعی ارائه می‌دهند.اولاً آنها منشأ کاملاً طبیعی دارند، بدون اتکا به نفت برای تولید و قابل بازیافت و زیست تخریب پذیر هستند . ثانیاً آنها را می توان در دما و فشارهای اتاق پردازش کرد و در نتیجه فقط آب به عنوان محصول جانبی فرایند انجماد تولید می شود. ثالثاً محاسبات کاری انجام شده بر روی مواد اولیه ابریشم و پلی اتیلن با چگالی بالا تفاوت ده برابری را در مقدار انرژی برشی مورد نیاز برای شروع انجماد نشان داد. هنگامی که دمای پردازش در نظر گرفته می شود، تفاوت در انرژی مورد نیاز برای انجماد برای آکواملت ها هزار برابر کمتر از پلیمرهای مصنوعی است.
کت آکواملت (Coats Aquamelt) یک جایگزین مقرون‌به‌صرفه و کم‌هزینه برای نخ‌های معمولی در تولید پوشاک است.آکواملت که از PVA نخ ریسی شده ساخته شده است، یک نخ محلول در آب است که هنگام غوطه ور شدن یا اسپری شدن با آب گرم حل می شود. این به محافظت از پارچه در برابر آسیب های ناشی از برداشتن بخیه های موقت کمک می کند . همچنین درز تمیزی را بدون نخ های شل یا بدون تراش می دهد و پس از حل شدن در آب هیچ اثری از خود باقی نمی گذارد.نیازی به برداشتن بخیه‌های موقتی که با نخ معمولی دوخته شده‌اند، وجود ندارد و در نتیجه از آسیب دیدن پارچه جلوگیری می‌شود و باعث صرفه‌جویی در انجام عملیات وقت‌گیر و پرهزینه می‌شود .